# Shinobi (jeu vidéo, 2011)
Pour les articles homonymes, voir Shinobi.
Shinobi  est un jeu vidéo d'action développé par Griptonite Games et édité par Sega sur Nintendo 3DS. Shinobi est un grand classique du jeu d'action/plates-formes des années 1980 et 1990.

## Synopsis
Le héros de cet opus sera Jiro Musashi, le père du Joe des premiers jeux de la série et accessoirement chef du clan Oboro, attaqué par de mystérieux ennemis.

## Système de jeu
Capable d'attaquer et de se défendre au corps à corps avec son katana, Jiro pourra également lancer des kunai (illimités mais avec un temps de recharge), avoir recours à des magies élémentaires, réaliser des double sauts et des esquives glissées, rebondir contre les murs, avancer en s'accrochant au plafond ou encore utiliser un grappin pour atteindre les endroits normalement hors de portée. On nous promet également du contenu bonus à débloquer en réussissant des défis spéciaux, la possibilité d'enregistrer des replays à partager et une option StreetPass. En outre, des séquences spéciales (course à cheval, combat aérien, etc) s'efforceront de mettre en valeur l'affichage en relief du jeu.

## Histoire du développement
Le jeu a été révélé en mai 2011 dans le magazine Nintendo Power.